# 宝
宝（たから）とは、その希少さや美しさゆえに貴重な物。財宝とも呼ぶ。対義語は「くず/がらくた」。

## 成り立ち
寶（宝の旧字体）あるいは寳という字は「宀」の下に「玉」や「貝」（※旧字体には「缶（"フウ"と読む）」）が組み合わさっている。これは、家屋の中に玉や、かつて貨幣(貝貨)として使用されていた貝など貴重品がしまわれていることを表す。
英語の「Treasure」も、語源はギリシャ語のθησαυρος（thesauros、貯蔵するための建物、転じて宝物の意味）を意味する。

## 宝の種類
多くの人に共通して宝とされているものには、例えば宝石があり、これは文字の如く宝の石、つまり美しいがめったに産出しない貴重な石である。また貴重な金属と書いて貴金属というものが存在するが、これもその輝きが美しいとされながら産出が限られており、宝石同様に重宝されている。
その他の宝には金品や、世界に同様のものが存在しないほど技巧の優れた工芸品、美しい美術品、一見ありふれた物だったり、がらくたに見えたりするが特別に重要な歴史や由緒がまとわりついているもの（例えば茶の道に詳しい者以外にはただの茶碗にしか見えない高麗茶碗、キリスト教における聖遺物、日本の皇室の三種の神器など）もある。
宝というのは非常に主観的な概念であり、何を「宝」とするかは人または人間集団によって大きく異なる。命や経験、や友情など、個人的な有形・無形の大切なものも「宝」と呼ばれることが多く、「形のあるもの」から「形のないもの」まで様々である。『万葉集』巻5-803番「銀も金も玉も勝れる宝 子に如かめもや」（山上憶良）の歌も個人が何を宝とするものか端的に表現した内容となっている。また古代日本では人民（百姓・国民）を「大御宝」（天皇の宝）と称していた（人民#日本における「人民」概念の歴史を参照）。

## 宝ができあがるまで
宝と呼ばれる貴重なものは、宝と呼ばれるまでに「何らかの過程」を必要とする。
天然に存在する宝と呼ばれるものであれば、天体の発生から徐々に形成されていった環境や地形の中、生成された絶対量が少ない物質や周囲との調和により作り出されてきた自然環境など、いわば「偶然の産物」といったものが次第に宝としての価値が認められていく。「生物に由来」するものであれば、貝から生成される真珠やクジラから生成される龍涎香、木の樹液石化から成る琥珀や香木（正倉院の蘭奢待）が挙げられる。
人が材料を加工・構築して作り出した"モノ"、例えば小さな指輪から大きな人工構造物といったものまで多岐に及ぶが、このようなものは多くの場合、「歴史的価値」に基づいて宝とされる。古い時代の権力者の「愛用品」（御物）や「権力を象徴するもの」、また「（古い）時代を象徴する歴史建造物」などがこの例であり（「有形文化財」参照）、特に作られた時代において特に高い技術や大量の労働力を有して作られたものが宝とされることが多い。またモノが作り出された瞬間から宝となるものもあるが、それを作り出す過程が評価された上で宝となる。
現代の科学技術を用いて宝石を（に）変化させたものとして、宝石放射線照射や合成ダイヤモンドなどがあげられる。
姿かたちのない、「思い出」や「記憶」と言った記憶を有する者の中で宝となるものに関しては、それらの経験と同様の経験がその後に得られないものであることが多く、後になって自然と宝と認識されていくものである。
神話・伝説上で見られるものとして、「人外の体内から得た」話があり、高天原神話（日本神話）内ではヤマタノオロチの尾を切り裂いて得た天叢雲剣（『日本書紀』）や垂仁紀87年条には甕襲という人物の犬・足往（あゆき）がムジナを噛み殺すとその中から勾玉が出たため、これを献上し、石上神宮にあるという記述もみられる（「甕襲」参照）。動物の誤飲に関しては、ワニが大量の硬貨を飲み込んでいた例が見られる（朝日新聞デジタル2019年10月3日記事）。

## 宝を作る者・集める者
宝とされるものは、かつて王などの権力者や大金持ちが作らせた工芸品や貨幣、あるいは権力者や研究者、財宝の略奪者が発見しその価値を認めて集めたものなどが多い。こうした宝はある家系や寺社・教会などに代々伝えられていたり、大金持ちや権力者の間で売買されていたりする。国家がその重要性を認めた美術品や工芸品、歴史的遺産は「国宝」「文化財」など様々な名目で指定され、美術館や博物館に収められるなど保護の対象となっている。（ただし、大英博物館のエルギン・マーブルなどのように、帝国主義の時代に弱小国から強国に持ち去られた宝は、もとの所有国と現在の所有国との間で係争の種になることがある）
「人外に由来する」とされる宝の例として、うちでのこづちが挙げられ、それ自体が多くの財を生み出す道具となっている（詳細は「うちでのこづち」参照）。

## 失われた宝
しかし、宝の全てが完全に保護されているわけではなく、戦争や争奪の中で失われたり、盗難されたり隠匿されたりして、いつの間にか行方不明となるものもある。
こうした「失われた財宝」の中で、まだ破壊されずどこかにあるはずだと信じられている物は「秘宝」などと呼ばれるが、史実の裏づけがなく伝説に過ぎないことも多い。
例えば
- 徳川の埋蔵金（徳川埋蔵金)
- キャプテン・キッドの財宝
- テンプル騎士団の財宝
- 山下奉文の財宝（山下財宝）
- エカテリーナ宮殿からドイツ軍が持ち去り、未だ行方の分からない琥珀の間
- 失われた聖櫃
- 死海文書の銅の巻物の宝
- アメリカ軍に撃沈された阿波丸の金塊

などは典型である。
今もその行方を捜すものが絶えないほか、映画や小説など数々のフィクションの素材になっている。

## 宝探し
宝探し（トレジャーハンティング　Treasure Hunting）は、宝を探すことを目的としたゲーム、または実際に人生を賭けた冒険・探検である。これの「宝」という意味も同様の意味である。子供の「遊び」やアウトドアの「趣味」として行われることから、人生を賭けて宝を発見しそれで「生活を賄っている」ことまであり、非常に大小が極端である。文字通りの宝探し（トレジャーハンティング）の対象となるものは砂漠や森林や遺跡などに人知れず眠る遺物や、かつてその存在を知られながら今では失われた財宝などである。ただし国によっては許可なき遺跡の発掘は違法である（盗掘も参照）。
貴金属品であれば、扱う道具として、金属探知機が用いられる。
また、財宝ではないが、ロストダッチマン鉱山のような、(場所が分からなくなって)失われた鉱山(ロストマイン)も同様に宝探しの対象となりうる。
沈没船探索はカリブ海や東南アジアや北欧など各地で学術研究グループなどの手により行われ、１例としては、カリブ海では金貨や宝石、東南アジアでは中国製陶磁器、北欧ではシャンパンやワインなどさまざまな貴重な遺物が見つかっている。しかし古文書の船の沈没に関する記述を読み、これらを勝手に、個人的に探索するトレジャーハンターも多い。
人生を賭けた宝探しとは、実際に生涯に渡って姿のある宝を探し続けることのほかに、ひとつの職を生涯に渡って続けていく上で、その職業に対して最も大切なものは何かということを見つけ出すために精を尽くすという、半ば比喩的表現としても使われる。
上記の失われた宝同様、映画・漫画・ゲームの題材になりやすい。ただ、こちらは宝そのものよりも、宝探しに執着する人間模様を描くのが主体になっている事が多く（そのため、狭義のトレジャーハンターばかりでなく、マフィア・ギャング・ヤクザといったアウトローやドロップアウトした人間が登場する事も多い。この場合、目標となる「宝」は犯罪がらみである事が多い）、宝そのものはいわゆるマクガフィンである事が多い。
なお民話「花咲か爺」にあるように、宝を見つけるのは人間だけとは限らない。

## ことわざ
- 宝さかって入（い）る時はさかって出る - 正しくない・無理な手段で手に入れた財貨は身につかないで出てしまう[3]。
- 宝の持ち腐れ - 役に立つものを持っていながら利用しないこと・才芸があるのに活用しないたとえ（『東山殿子日遊』）。
- 宝の山に入（い）りながら空しく帰る - 日頃願い望んでいた機会に会いながら、その望みを達しえないで終わること[4]。
- 宝は多くの友を集む - 羽振りの良い時には、多くの友が利益を求めて集まって来る[5]。